# Čengić Vila
Mjesna zajednica Čengić Vila (Čengić Vila II) je mjesna zajednica u općini Novi Grad, smještena na lijevoj obali rijeke Miljacke. Također, to je termin pod kojim podrazumijevamo šire područje koje obuhvaća, uz narečenu, i novosarajevske mjesne zajednice Čengić Vila I i Čengić Vila II. Naselje je u cijelosti urbanizirano, a posebno ga atraktivnim čine veliki prodajni centar, dostupni školski kapaciteti i blizina početne postaje gradskog trolejbusnog prometa. Čengić Vilu III rijeka dijeli od mjesnih zajednica Čengić Vila I i Čengić Vila II, a graniči i s mjesnim zajednicama Staro Hrasno, Otoka i Aneks.  

## Vanjske poveznice
- Čengić Vila 1970[neaktivna poveznica]
- Čengić Vila III